# جزر لاوت الصغرى
وهي مجموعة جزر إندونيسية تقع جنوب جزيرة بورنيو وتتبع مقاطعة كليمنتان الجنوبية.
من أهم جزر هذا الأرخبيل هي:
- ماتاسيري (Matasiri)
- كالامباو (Kalambau)
- كادابونغان (Kadapongan)

كلمة (لاوت) باللغة الإندونيسية تعني البحر.